# Bianca Kajlich
Bianca Maria Kajlich (Seattle, Washington, SAD, 26. ožujka 1977.), američka filmska glumica. Najpoznatija je po ulozi Jennifer CBS-ovoj seriji Pravila igre.

## Filmografija
- 2002. Noć vještica: Uskrsnuće